# Українсько-зімбабвійські відносини
Українсько-зімбабвійські відносини — відносини між Україною та Республікою Зімбабве.
Зімбабве визнала незалежність України 9 березня 1992 року. Країни встановили дипломатичні відносини 25 квітня 1993 року.
Інтереси громадян України в Республіці Зімбабве захищає Посольство України в Південній Африці.

## Торгівля
За підсумками 2021 року обсяг двосторонньої торгівлі товарами склав 2,58 млн дол. США. При цьому експорт товарів з України до Зімбабве склав 32,5 тис. дол. США, а імпорт товарів із Зімбабве в Україну склав 2,55 млн дол. США.
Експорт з України представлено продукцією борошномельно-круп'яної промисловості (21,7 тис. дол. США), електричними машинами, обладнанням та їх частинами (7,4 тис. дол. США) та реакторами ядерними, котлами, машинами, обладнанням і механічними пристроями; їх частинами (3,4 тис. дол. США).
Імпорт переважно представлено тютюном та його промисловими замінниками (1,74 млн дол. США) та їстівними плодами та горіхами (758,7 тис. дол. США).
Експорт послуг (пов'язаних переважно з подорожами) у 2021 році склав 813,1 тис. дол. США, а імпорт – 92,4 тис. дол. США.